# خوسيه ماريا مينينديث مينينديث
خوسيه ماريا مينينديث مينينديث (بالإسبانية: José Menéndez Menéndez)‏ هو شخصية أعمال وتاجر إسباني وأرجنتيني، ولد في 2 نوفمبر 1846 في Miranda (Avilés) ‏ في إسبانيا، وتوفي في 24 أبريل 1918 في بوينس آيرس في الأرجنتين.